# Gerry Studds
Gerry Eastman Studds (/ˈɡɛri/; 12 tháng 5 năm 1937 – 14 tháng 10 năm 2006) là một Hạ nghị sĩ Dân chủ Hoa Kỳ từ Massachusetts, người phục vụ từ năm 1973 đến năm 1997. Ông là thành viên đồng tính công khai đầu tiên của Quốc hội. Năm 1983, ông bị Hạ viện kiểm duyệt sau khi thừa nhận có quan hệ đồng thuận với một trang 17 tuổi.
Studds được bầu lại vào Hạ viện sáu lần nữa sau cuộc kiểm duyệt năm 1983. Ông đã đấu tranh cho nhiều vấn đề, bao gồm các vấn đề môi trường và hàng hải, hôn nhân đồng giới, tài trợ cho AIDS và quyền công dân, đặc biệt là đối với người đồng tính nam và đồng tính nữ. Studds là một người phản đối thẳng thắn hệ thống phòng thủ tên lửa của Sáng kiến Phòng thủ Chiến lược, mà ông cho là lãng phí và không hiệu quả, và ông chỉ trích sự hỗ trợ bí mật của chính phủ Hoa Kỳ cho các máy bay chiến đấu Contra ở Nicaragua.

## Đầu đời và sự nghiệp
Gerry Studds, sinh ra ở Mineola, New York, là hậu duệ của Elbridge Gerry, thống đốc bang Massachusetts, người được tưởng nhớ bằng từ 'gerrymander'. Con trai của Elbridge Gerry Eastman Studds (một kiến trúc sư đã giúp thiết kế FDR Drive ở Thành phố New York) và vợ, cựu Beatrice Murphy, ông có một anh trai, Colin Studds, và một em gái, Gaynor Studds (Stewart).
Ông theo học Đại học Yale, nơi ông là thành viên của St. Anthony Hall, và từ đó ông nhận bằng cử nhân lịch sử năm 1959 và bằng thạc sĩ năm 1961. Sau khi tốt nghiệp, Studds là một nhân viên phục vụ nước ngoài trong Bộ Ngoại giao và sau đó là trợ lý trong Nhà Trắng Kennedy, nơi ông làm việc để thành lập Quân đoàn Hòa bình trong nước. Sau đó, ông trở thành giáo viên tại Trường St. Paul ở Concord, New Hampshire. Năm 1968, ông đóng một vai trò quan trọng trong chiến dịch tranh cử của Thượng nghị sĩ Hoa Kỳ Eugene McCarthy trong cuộc bầu cử tổng thống ở New Hampshire.